# Nabi Nabijew
Nabi Nabijew amir Abdurchaman (ur. 1975, zm. 17 września 2007 we wsi Nowyj Sułak koło Kyzył-jurty) – azerski bojownik, zastępca komendanta Frontu Dagestańskiego, oskarżany przez Rosjan o terroryzm.
Był uznawany za namiestnika Rappaniego Chaliłowa, komendanta Frontu Dagestańskiego.
Zginął 17 września 2007 r., w wyniku akcji specjalnej sił FSB i MSW na przedmieściach Kyzył-jurty, około 50 km od stolicy Dagestanu – Machaczkały. Rosjanie poinformowani przez konfidentów gdzie przebywa dwu bojowników otoczyli 16 września wieczorem, dom gdzie ukrywał się  Nabijew i jego komendant Chaliłow. Wymiana ognia trwała całą noc, a nad ranem dom w którym ukrywali się bojownicy oraz dwa sąsiednie zostały zrównane z ziemią przez ściągnięty na miejsce czołg i dwa wozy pancerne. Bojownicy zginęli pod gruzami. Według informacji podanych przez Agencje Interfax, w czasie akcji zginął także jeden milicjant. 